# Hakea longiflora
Hakea longiflora (лат.) — кустарник, вид рода Хакея (Hakea) семейства Протейные (Proteaceae),  распространён в Западной Австралии. Цветёт с июня по сентябрь.

## Ботаническое описание
Hakea longiflora — прямостоячий колючий лигнотуберозный кустарник высотой от 0,6 до 0,75 м. Имеет ворсинчатые веточки. Вечнозелёные составные и жёсткие листья имеют неразделённую основу длиной от 3 до 10 мм, которая не имеет углублений на нижней поверхности. У листьев есть два или три конечных сегмента длиной от 1 до 10 мм и от 0,8 до 1,5 мм в ширину. Цветёт с июня по сентябрь и даёт жёлтые цветы. Соцветие состоит из двух цветов на разных стадиях развития. Оно имеет белый околоцветник длиной 6,5-12 мм, покрытый спутанными волосами. Гладкие плоды покрыты чёрными пузырями и имеют наклонно узкую яйцевидную форму, длиной от 18 до 25 мм и ширину от 6 до 7 мм с длинным клювом. Семена внутри длиной 22 мм имеют форму бумеранга с крылом на конце.  

## Таксономия
Вид Hakea longiflora был описан Робин-Мэри Баркер в 1990 году как часть работы New species, new combinations and other name changes in Hakea (Proteaceae), опубликованной в Journal of the Adelaide Botanic Gardens. Единственный синоним — Hakea erinacea longiflora, описанный Джорджем Бентамом в 1870 году. Видовой эпитет — от латинских слов longus, означающего «длинный», и  florus, означающего «цветок», относящихся к длинным цветам этого растения по сравнению с Hakea erinacea, который, по мнению Бентама, представлял собой этот вид. Правильное слово для «цветка» в классической и ботанической латыни, однако, flos.

## Распространение и местообитание
Hakea longiflora эндемичен для области между Дандараганом и Корувом в округе Уитбелт в Западной Австралии, где он встречается в разломах и растёт на песчано-суглинисто-гравийных почвах. Это обычно в низменных сообществах открытой пустоши часто по песчанику. Хотя у вида небольшой ареал, растение довольно распространено в своих пределах.